# Praying Mantis
Praying Mantis é uma banda de rock inglesa formada em 1973 pelos irmãos Tino e Chris Troy. Apesar de fazer parte do New Wave of British Heavy Metal, eles tem uma orientação musical mais melódica que os seus contemporâneos.

## Discografia

### Álbuns de estúdio
- Time Tells No Lies (Arista 1981) - UK nº 60[2]
- Throwing Shapes (son o nome 'Stratus') (Steel Trax 1984)
- Predator in Disguise (Pony Canyon 1991)
- A Cry for the New World (Pony Canyon 1993)
- To the Power of Ten (Pony Canyon 1995)
- Forever in Time (Pony Canyon 1998)
- Nowhere to Hide (Pony Canyon 2000)
- The Journey Goes On (Pony Canyon 2003)
- Sanctuary (Frontiers 2009)
- Legacy (Frontiers 2015)
- Gravity (2018)

### Singles
- "Praying Mantis" / "High Roller" 7" (GEM, 1980)
- The Soundhouse Tapes Part 2 ("Captured City" / "The Ripper" / "Johnny Cool") 12" (Ripper Records, 1981)
- "Cheated" / "Thirty Pieces of Silver" / "Flirting With Suicide" / "Panic in the Streets" 2x7" (Arista, 1981)
- "All Day and All of the Night" / "Beads of Ebony" 7" (Arista, 1981)
- "Turn the Tables" / "Tell Me the Nightmare's Wrong" / "A Question of Time" 7" EP (Jet, 1982)
- "Only the Children Cry" / "Who's Life is it Anyway?" / "A Moment in Life" / "Turn the Tables" CD EP (Canyon International, 1993)
- Metalmorphosis CD EP (self-released, 2011)

### Coletâneas
- The Best of Praying Mantis (Pony Canyon 2004)